# Youssef Fennich
Youssef Fennich, né le 12 février 1993 à Amsterdam aux Pays-Bas, est un footballeur néerlando-marocain. Il évolue au poste de milieu de terrain.

## Biographie

### Carrière en club
Fennich fait ses débuts professionnels le 8 mars 2014 en Eredivisie, lors d'un match face au SC Heerenveen (défaite 3-0). Après une saison, il voit son contrat ne pas être renouvelé. Après une période de stage dans le club azéri du Keşla FK, il signe un contrat de trois ans en faveur de cette équipe le 14 novembre 2014.
En juin 2015, il quitte le Keşla FK et se retrouve sans club pendant deux saisons. En 2017, il se lance dans le championnat marocain en signant au Chabab Rif Al Hoceima, club évoluant en première division marocaine. Il joue avec cette équipe 26 matchs en Botola, pour deux buts inscrits. Il signe ensuite au Mouloudia d'Oujda, dans le même championnat.

### Carrière internationale
Le 22 septembre 2009, il commence sa carrière internationale sous les couleurs des Pays-Bas -17 ans, lors d'un match amical face à la France -17 ans (défaite 1-0). Il reçoit un total de cinq sélections avec les moins de 17 ans.

## Palmarès

### En sélection
- Finaliste du championnat d'Europe des moins de 17 ans en 2009 avec l'équipe des Pays-Bas des moins de 17 ans face à l'Allemagne.